# Dorothea Flock
Dorothea Flock (o Flockin; Núremberg, 1608-Bamberg, 17 de mayo de 1630) fue una mujer alemana condenada por brujería en Bamberg, víctima de los juicios de brujas de Franconia durante el reinado del príncipe-obispo Johann Georg Fuchs de Dornheim.

## Biografía

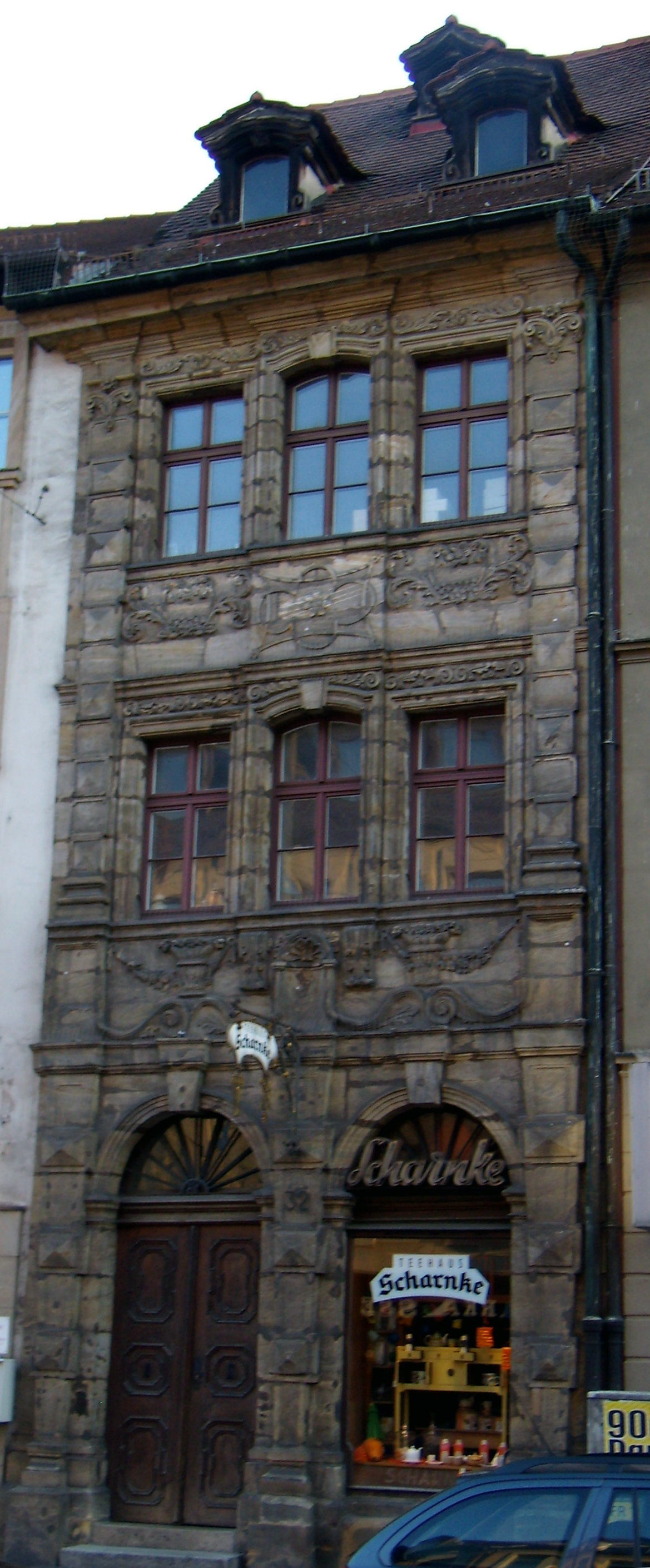
Casa de los Flock en Bamberg

Dorothea Flock nació en la ciudad de Núremberg. Era la segunda esposa del consejero de la ciudad Georg Heinrich Flock, cuya primera esposa Apolonia también había sido ejecutada por brujería en mayo de 1628. La casa de la familia en Bamberg, en la Lange Straße 32, aún existe a día de hoy. 
Basándose en una acusación anónima, Dorothea fue arrestada en diciembre de 1629 y encarcelada alegando adulterio. Huyó de la prisión pero poco después fue atrapada otra vez. En esta ocasión, fue acusada de brujería. Georg Heinrich Flock huyó a la protestante Núremberg con los parientes de su esposa. Los Hofmann eran una respetada e influyente familia de ricos mercaderes allí. Con su ayuda, Georg Heinrich Flock esperaba poder liberar a su esposa Dorothea, quien se encontraba embarazada de seis meses.
Durante las siguientes semanas los familiares intentaron obtener la liberación de Dorothea. Se opusieron al procedimiento y consideraron las pruebas circunstanciales insuficientes para mantenerla prisionera. Al menos consiguieron una transferencia de custodia de la prisión del Malefizhaus al edificio de la antigua corte. Pero también allí portaba pesadas cadenas. Con la ayuda de un notario público de Núremberg y las intercesiones de los patricios de la ciudad apelaron de nuevo al príncipe-obispo y a Friedrich Förner. Además, Georg Heinrich y la hermana de Dorothea, Magdalena, esperaban la ayuda de un primo de Georg, quien como oficial de alto rango en el ejército imperial mandaba un regimiento en los Países Bajos, con la perspectiva de que pudiera emplear su influencia con Isabel Clara Eugenia, la infanta española y gobernadora de los Países Bajos. Entretanto, Magdalena pidió al guardián en Würzburgo de la Orden de los Hermanos Menores Capuchinos que abogara a favor de Dorothea Flock ante el príncipe-obispo.
Pero todas las medidas, nuevas intervenciones de los notarios públicos así como los esfuerzos del consejo ciudadano de Núremberg no tuvieron resultados. Georg Heinrich Flock no tuvo otra opción más que suplicar al Consejo Imperial Áulico en Viena. Entonces se produjo un giro cuando el 18 de marzo de 1630, Georg Heinrich obtuvo para su esposa una orden por la cual se le debía otorgar alivio de prisión hasta que diera a luz y la asistencia de un abogado; el príncipe-obispo fue llamado a la mediación "de modo que no haya ninguna causa de queja". El príncipe-obispo no respondió.
Por tanto, el 23 de marzo de 1630, Georg Heinrich otra vez contactó con el Consejo Imperial Áulico, el cual ratificó la orden. Otra vez no hubo ninguna reacción desde Bamberg. Sólo cuando el 17 de abril el duque de Fürstenberg, presidente del Consejo, intervino en el caso y Georg Heinrich incluso amenazó con apelar al papa, el príncipe-obispo respondió a la primera orden del 18 de marzo. Se opuso contra la alegación, apaciguó la situación y mencionó que Dorothea mientras tanto había dado a luz una hija sana. Defendió sus acciones y dio a entender que no había cambiado en su opinión. El 28 de abril incluso permitió que Dorothea Flock– seis semanas después del parto– fuera de nuevo transferida al Malefizhaus en Bamberg. Pero el Consejo Áulico también permaneció en su posición al respecto y escribió otra orden el 11 de mayo. Sin embargo, llegó a Bamberg cinco días tarde. Bajo tortura Dorothea Flock había confesado practicar brujería y fue sentenciada a muerte por el tribunal de jueces legos el 14 de mayo.
Antes de la ejecución Dorothea fue atormentada con tenazas al rojo y después quemada viva. Los restos de su cadáver que no se consumieron serían pulverizados y mezclados con las cenizas debido a sus supuestas fechorías cometidas mediante brujería, y renegar de Dios Todopoderoso y la Santísima Trinidad.
Los cazadores de brujas se enteraron de la llegada inminente de la orden. Así que aceleraron la ejecución y Dorothea fue asesinada media hora antes de que llegara el mensajero con la orden imperial de su liberación.
Debido a estos acontecimientos se formó en Núremberg un círculo de resistencia, "la amistad de Hofmann", en torno a Georg Heinrich Flock y los Hofmann, oponiéndose a más juicios de brujas. Utilizaron la reunión de los príncipes electorales en Ratisbona de julio a septiembre de 1630 para hacer público a los participantes las numerosas infracciones de leyes cometidas en Bamberg.

## Trasfondo histórico
La región de Franconia y territorios colindantes son notorios por la alta proporción y crueldad de los juicios por brujería que tuvieron lugar en los siglos XVI-XVII (además de otros sucesos como los pogromos contra los judíos). Sin embargo, la insistencia por llevar a cabo la ejecución de Dorothea Flock a pesar de la intervención de poderes como el imperial (y puede que precisamente debido a ello), puede verse como la culminación de dos luchas de poderes en la Franconia de la época. 
La primera de ellas entre la protestante Núremberg rodeada del resto de territorios francones de fe católica. Los nuremburgueses asumieron la doctrina luterana en una Baviera profundamente católica como muestra de rebelión contra la nobleza (manifestada a lo largo de las décadas en múltiples conflictos armados, como la guerra de los campesinos alemanes y las guerras de los Margraves).
La otra, en cierto modo relacionada, se libraba entre las autoridades episcopales, representadas por las dinastías de obispos y arzobispos que tras su inclusión en el Sacro Imperio Romano Germánico recibían el título de príncipes-obispos, convertidas sus diócesis en una suerte de Estados. Estos representaban la alta nobleza (margraves y burgraves) y la autoridad político-religiosa de sus dominios. Al otro lado estaba el propio Imperio, que representaba la autoridad político-civil (aún siendo institución católica) y la voluntad de ciudades como Núremberg —desde campesinos a castellanos— de rendir cuentas directamente al emperador, «esquivando» a la nobleza. Aunque este anhelo comenzara por razones económicas (dejar de pagar impuestos a los nobles, limitándose al pago de los impuestos imperiales), aquello sentó la base para lo que se conocería como ciudad imperial libre.

## Literatura y medios de comunicación
- Ralph Kloos: The Factory of Death. The True Story of a Hushed Up Mass Murder
- Staatsbibl. BA Msc. 148/580 ff, 630 ff, 762; Sim 86
- Britta Gehm (2012) (en German), Die Hexenverfolgung im Hochstift Bamberg und das Eingreifen des Reichshofrates zu ihrer Beendigung (2., überarbeitete edición), Hildesheim: Olms, ISBN 978-3-487-14731-4 () (),  (2., überarbeitete ed.), : ,
- Heike Eva Schmidt (2012) (en German), Purpurmond : Roman, München: PAN, ISBN 978-3-426-28366-0 () (),  : Roman, : ,
- Sabine Weigand: Dado Seelen im Feuer (souls in fire). Novel. 2008, ISBN 978-3-8105-2663-2
- Der ZDF Spielfilm Die Seelen im Feuer (souls in fire) of 2015 according to the novel of  Sabine Weigand deals with the persecution of alleged witches in Bamberg.[1]